# Formuła trójczłonowa
Formuła (reguła) trójczłonowa – własność rodzin wielomianów ortogonalnych.

## Twierdzenie
Niech {\displaystyle P_{n}(x),} gdzie {\displaystyle n\in \mathbb {N} } będzie rodziną rzeczywistych wielomianów ortogonalnych. Spełniona jest wówczas zależność:
{\displaystyle xP_{n}(x)=a_{n,n}P_{n}(x)+a_{n-1,n}P_{n-1}(x)+a_{n+1,n}P_{n+1}(x),}
gdzie {\displaystyle a_{n,m}={\frac {\langle xP_{m},P_{n}\rangle }{\|P_{n}\|^{2}}}} oraz {\displaystyle \langle \cdot ,\;\cdot \rangle } jest iloczynem skalarnym. Własność tę nazywamy formułą trójczłonową.

## Przykład
Formuła trójczłonowa dla wielomianów Czebyszewa pierwszego rodzaju:
{\displaystyle xT_{k}(x)={\tfrac {1}{2}}T_{k-1}(x)+{\tfrac {1}{2}}T_{k+1}(x).}